# Ecuador i olympiska sommarspelen 1988
Ecuador deltog i de olympiska sommarspelen 1988 med en trupp bestående av 13 deltagare, men ingen av landets deltagare erövrade någon medalj.

## Boxning
- Segundo Mercado

## Cykling
- Nelson Mario Pons

## Friidrott
Herrarnas 10 000 meter
- Rolando Vera
  - Heat — 28:17,88
  - Final — 28:17,64 (→ 15:e plats)

Herrarnas tresteg
- José Quiñaliza
  - Kval — 15,86 (→ gick inte vidare, 25:e plats)

Herrarnas tiokamp
- Fidel Solórzano — DNF (→ no ranking)
  - 100 meter — 11,01s
  - Längdhopp — 6,79m
  - Kulstötning — 11,76m
  - Höjdhopp — 1,88m
  - 400 meter — DNS

Damernas 400 meter
- Liliana Chalá
  - Heat — 53,74
  - Kvartsfinal — 53,83 (→ gick inte vidare)

Damernas 100 meter häck
- Nancy Vallecilla
  - Heat — 13,97 (→ gick inte vidare)

Damernas 400 meter häck
- Liliana Chalá
  - Heat — 57,15 (→ gick inte vidare)

## Simhopp
Herrarnas 3 m
- Abraham Suárez